# René Swyngedauw
René Swyngedauw (1867-1956), docteur ès sciences de la faculté des sciences de Lille, est professeur de physique et électricité industrielle à la Faculté des sciences de Lille, ses axes de recherche comprennent notamment les machines tournantes.
Il réorganise les études en électrotechnique à la faculté des sciences de Lille : un diplôme d'ingénieur électricien de l'Université de Lille est créé en 1902.
Il est le fondateur en 1902 de l'Institut d'Électrotechnique de Lille, dont il sera directeur de 1912 à 1914. Cet institut délivre une formation similaire à l'option d'électricité industrielle établie depuis 1892 à l'Institut industriel du Nord (École centrale de Lille). Son héritier est le laboratoire d'électrotechnique et d'électronique de puissance de Lille. Il crée ensuite l'Institut d'électromécanique de Lille en 1924 dont il sera directeur jusqu'en 1937.
René Swyngedauw reçoit le Prix Montyon de l'Académie des Sciences pour ses travaux en Électrotechnique.